# Maria Georgieva
Maria Georgieva, född 15 juni 1985 i Sofia i Bulgarien, är en svensk journalist.
Maria Georgieva har varit verksam som Svenska Dagbladets korrespondent i Moskva och skrivit för Dagens Arena. 
Hon har gjort reportage från Ukraina, Belarus och Centralasien och intervjuat den ryske oppositionsledaren Aleksej Navalnyj. De ryska säkerhetstjänsternas verksamhet utanför Ryssland tillhör hennes specialområden. Georgieva har kritiserat svenska medier för att ha låg kunskap om Ryssland: "Vi fokuserar mycket på att pumpa ut inköpta nyheter som handlar om Putin i stället för att göra egen journalistik om hur det funkar i Ryssland."

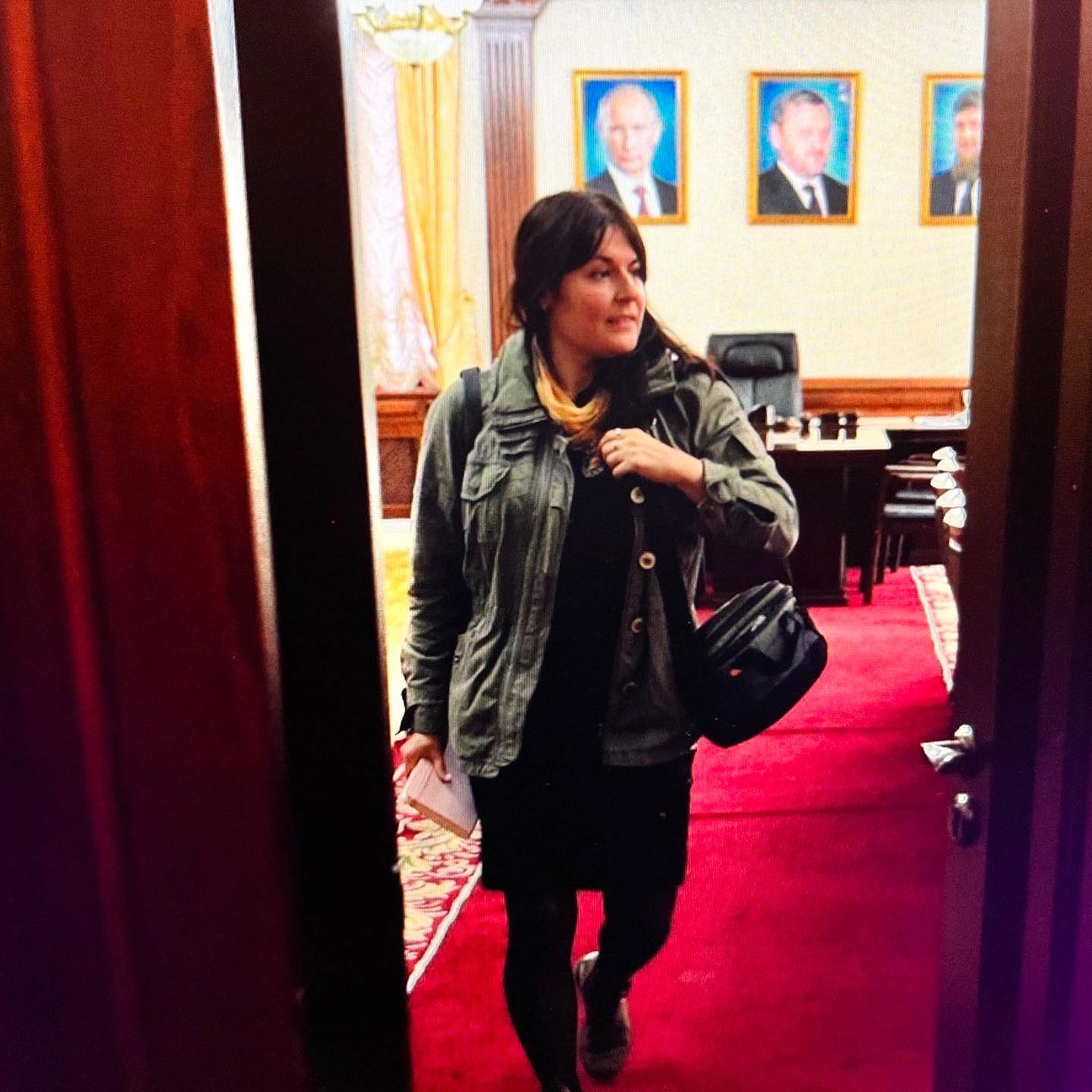
Maria Georgieva i Groznyj, Tjetjenien.

Sedan 2021 arbetar hon som reporter på Uppdrag granskning och Sveriges Television.
2023 var hon en del av det svenska teamet bakom den nordiska dokumentärserien Skuggkriget.
2022 belönades hon tillsammans med Fredrik Laurin och Per Agerman med tv-priset Kristallen i kategorin Årets granskning. 2022 nominerades hon även till Stora Journalistpriset i kategorin Årets avslöjande för reportaget Ericsson och IS. Samma år var hon också jurymedlem under festivalen Prix Europa, tillsammans med reporterkollegan Ali Fegan, där hon även blev nominerad för bästa tv-reportage i kategorin Current affairs för reportagen De ryska torpederna och Ericsson och IS
Hon har gjort reportage både i svenska medier och i utländska som Daily Telegraph, ofta med fokus på Putin, Ryssland och den ryska oppositionen.  

## Bidrag i bok om Putins Ryssland
- På jakt efter globalt inflytande medförfattare tillsammans med Martin Kragh och Kaj Hober[14].